# Seregno Foot-Ball Club 1945-1946
Questa voce raccoglie le informazioni riguardanti  il Seregno Foot-Ball Club nelle competizioni ufficiali della stagione 1945-1946.

## Rosa
| N. |                   | Ruolo | Calciatore      |
| -- | ----------------- | ----- | --------------- |
|    | Italia (bandiera) | A     | Umberto Arosio  |
|    | Italia (bandiera) | D     | Enrico Brustia  |
|    | Italia (bandiera) | A     | Franco Canali   |
|    | Italia (bandiera) | D     | Eugenio Cestari |
|    | Italia (bandiera) | D     | Felice Como     |
|    | Italia (bandiera) | A     | Confalonieri    |
|    | Italia (bandiera) | A     | Luigi Galliani  |

| N. |                   | Ruolo | Calciatore        |
| -- | ----------------- | ----- | ----------------- |
|    | Italia (bandiera) | P     | Giovanni Galliani |
|    | Italia (bandiera) | C     | Franco Magri      |
|    | Italia (bandiera) | A     | Attilio Marazzini |
|    | Italia (bandiera) | C     | Triulzi           |
|    | Italia (bandiera) | A     | Donato Vaglio     |
|    | Italia (bandiera) | D     | Franco Ventura    |
|    | Italia (bandiera) | C     | Antonio Vismara   |